# Grolmusz Vince
Grolmusz Vince (Budapest, 1932. július 6. –Budapest, 1999. március 6.), közgazdász, statisztikus, jövőkutató, tudományszervező.

## Szakmai életútja
A Budapesti Wesselényi Miklós Közgazdasági Gimnáziumban érettségizett 1950-ben. Az MKKE Politikai Gazdaságtan szakán végzett 1956-ban. A közgazdaság-tudományok kandidátusa (1961). Az MTA Közgazdasági Dokumentációs Központ előadója, a Nyilvántartási Részleg vezetője (1950–1952), az Az MKKE Politikai Gazdaságtan Tanszék gyakornoka (1953–1954), az MTA–TMB-n Nagy Tamás aspiránsa (az MTA Közgazdaság-tudományi Intézetében, 1956–1959). Az MTA Általános Osztály tudományos munkatársa (1959–1961), a Minisztertanács Tudományos és Felsőoktatási Tanácsa Titkárságának osztályvezetője (1961–1967), az intézmény megszűnése után az MTA Kutató és Szervezetelemző Intézet Tudományszervezési Csoportjának (az MTA Kutatásszervezési Intézete, KSZI) alapító tudományos főmunkatársa és a KSZI megbízott igazgatóhelyettese (1967–1974), témacsoport-vezetője, illetve témavezetője (1974–1992). Tudományos pályafutásának kezdetén a fogyasztói árképzést tanulmányozta, később a Tudományos és Felsőoktatási Tanács Titkársága munkatársaként tudományszervezési, -irányítási és -politikai kérdésekkel, tudományos-műszaki prognosztikával foglalkozott. A tudományos kutatások és fejlesztések statisztikai, tervezési kérdéseit, az országos kutatásirányítás tudománypolitikai és közgazdasági problémáit, az országos távlati tudományos kutatási terv kérdéseit, a tudományos kutatások makroszintű hatékonyságát vizsgálta. Részletes javaslatot tett a magyar tudománypolitikai irányítási rendszer reformjára, az akadémiai kutatóhelyek kutatási profiljainak összehangolására, elsők között kezdeményezte egy tudományos kutatói adatbázis kialakítását. Szakfordítóként orosz nyelvű közgazdasági irodalmat tolmácsolt, ill. az MKKE Könyvtára számára orosz nyelvű szakirodalmat referált.
Az MTA Szervezéstudományi Bizottság Tudományszervezési Albizottsága (1968–1970), az MTA Jövőkutató Bizottsága tagja (1976–1990), Munkatudományi Bizottsága állandó meghívott tagja (1990–1994). Az Országos Könyvtári Központ Osztályozó Bizottsága, az MTESZ Tudományok Tudománya Köre tagja (1970-től). A Magyar Közgazdasági Társaság alapító tagja.
A Prognosztika c. folyóirat főszerkesztője (1976–1988). A Tájékoztató a tudományos kutatás fontosabb statisztikai adatairól c. sokszorosított kéziratsorozat szerkesztője (1961–1969).

## Legfontosabb publikációi
- A bútorkereslet várható alakulása a második ötéves terv időszakában. Hoch Róberttel, Radnóti Évával. (MTA Közgazdaság- tudományi Intézete Évkönyve. 1958–1959. Bp., 1959 és MTA Közgazdaság-tudományi Intézete Közleményei, 1959)
- A fogyasztói árképzés egyes elvi problémái, különös tekintettel a tartós fogyasztási cikkek fogyasztói árképzésére. Kandidátusi értekezés. (Bp., 1960)
- Az országos kutatási statisztika módszere és főbb eredményei. 1–2. (Statisztikai Szemle, 1964)
- A kutatásirányítási rendszer néhány közgazdasági kérdéséről. (Magyar Tudomány, 1966)
- A magyar tudományos kutatás helyzete az országos kutatási statisztika 1966. évi adatai tükrében. Szántó Lajossal. (Tudományszervezési Tájékoztató, 1968)
- Az országos kutatási statisztika továbbfejlesztése. (Statisztikai Szemle, 1968)
- Az akadémiai hároméves kutatástervezési rendszer tapasztalatai és a beszámolás rendje. Szántó Lajossal. – A hároméves kutatási tervek készítéséről. Karácsony Kálmánnéval. (Magyar Tudomány, 1968)
- Az Országos Távlati Tudományos Kutatási Terv sorsa és fontosabb tapasztalatai Magyarországon. (Tudományszervezési Tájékoztató, 1969)
- A távlati kutatástervezés néhány elvi és módszertani problémája. (Tudományszervezési Tájékoztató, 1970)
- A tudományos kutatás hosszú távú tervének előkészítéséről. (Gazdaság, 1970)
- Az európai országok kutatási és kísérleti fejlesztési tevékenységének statisztikája. 1967. Karácsony Kálmánnéval. (Tudományszervezési Tájékoztató, 1971)
- A kutatás fejlesztés nemzetközi statisztikájának helyzetelemzése. (Tudományszervezési Tájékoztató, 1973)
- A magyar kutatás-fejlesztési bázis harmincéves fejlődése. (Tudományszervezési Tájékoztató, 1975)
- A tudomány kérdései az MSZMP XI. kongresszusának dokumentumaiban. Erdélyi Judittal. (Magyar Tudomány, 1975)
- A kutatási bázis intenzív fejlesztése. (Magyar Tudomány, 1976)
- A tudományos minősítésről. Az aspiránsképzés és a tudományos minősítés funkciójáról. (Magyar Tudomány, 1978)
- Gidai Erzsébet – Grolmusz Vince – Nováky Erzsébet – Szabados Tamásné (szerk.) (1978): II. Hazai Jövőkutatási Konferencia (Székesfehérvár, 1978. október 3-5.) előadásai. Konferenciakötet. Szervezési és Vezetési Tudományos Társaság, MTA Jövőkutatási Bizottsága, MTA Tudományszervezési Csoportja, Budapest.
- Komplex jövőképek. Prognózisok, tervek. II. Magyar Jövőkutatási Konferencia. Székesfehérvár, 1978. okt. 3–5. I–II. köt. Szerk. Többekkel. (Bp., 1978)
- A tudománypolitika tudományos alapjai. (Tudományszervezési Tájékoztató, 1980)
- I. Vállalati Prognosztikai Konferencia. Székesfehérvár, 1981. okt. 16–17. Szerk. Többekkel. (Bp., 1982)
- Az országos kutatás-nyilvántartás új rendje. (Magyar Tudomány, 1983)
- A tudományos-műszaki prognosztizálás tapasztalatai Magyarországon. (Prognosztika, 1984)
- Összefoglaló tájékoztató a tudományos kutatás 1960–1965. évi fontosabb statisztikai adatairól. (1967)
- A műszaki kutatási és a termelési struktúra változásának nemzetközi összehasonlítása. OMFB-tanulmány. (1969)